# Мазки
Мазки́ — село в Україні, у Прилуцькому районі Чернігівської області. Населення становить 265 осіб. Входить до складу Сухополов'янської сільської громади.

## Історія
Найдавніше знаходження на мапах 1869 рік як Мозги.
У 1911 році на хуторі Мазки була церковно парафіївська школа  жило 547 осіб
Село створено після 1945 року злиттям хуторів Мазки (Мозги) і Новоселиця (Каменно -Колодяжний, Камянний Колодязь , Катяноколодяжський)
До 2019 року орган місцевого самоврядування — Мазківська сільська рада.

## Населення

### Мова
Розподіл населення за рідною мовою за даними перепису 2001 року:
| Мова       | Кількість | Відсоток |
| ---------- | --------- | -------- |
| українська | 259       | 97.74%   |
| російська  | 6         | 2.26%    |
| Усього     | 265       | 100%     |

## Світлини

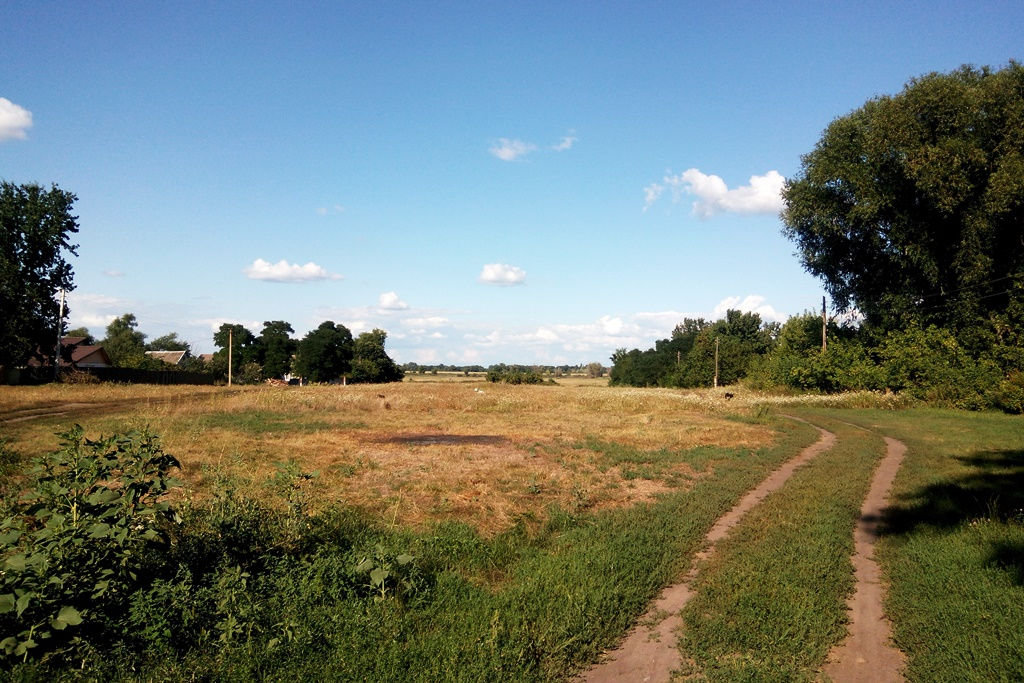
Сільський краєвид і пасовище
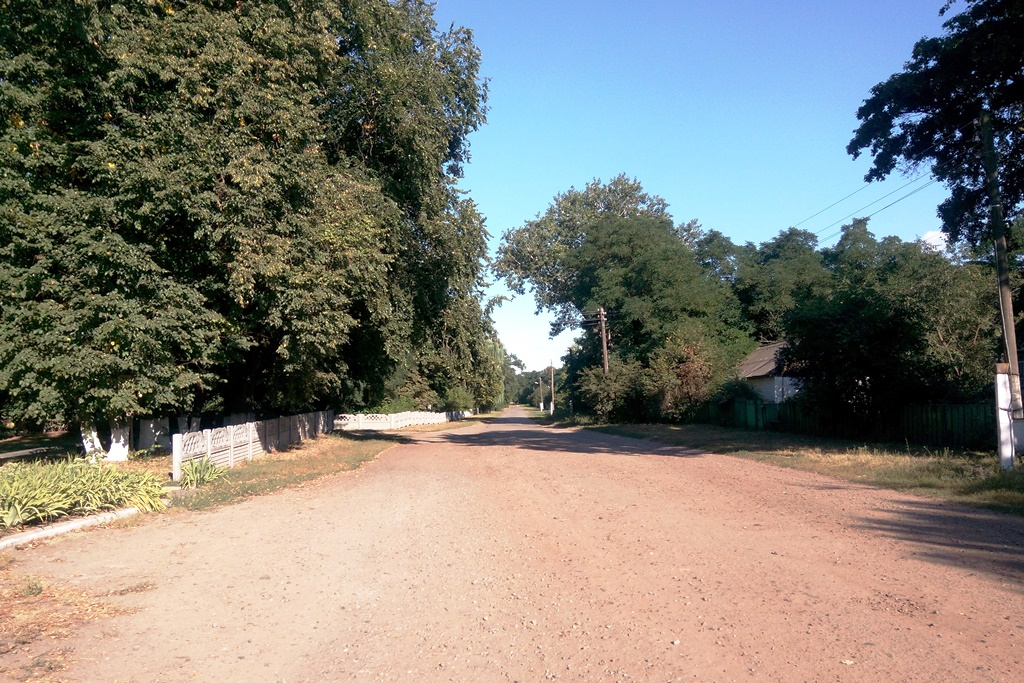
Вид на головну вулицю
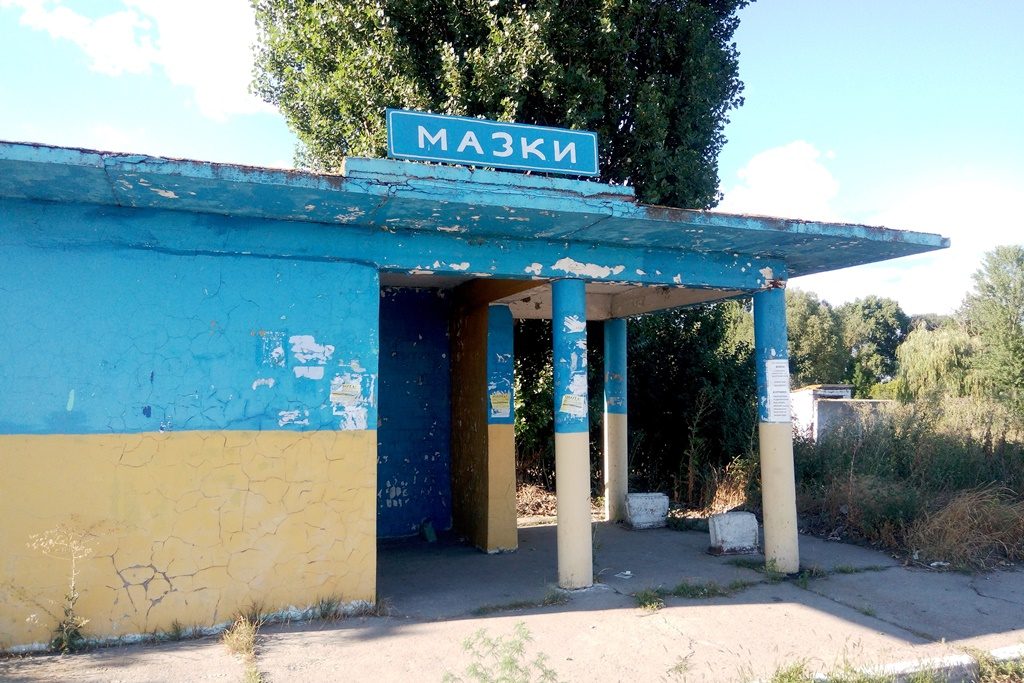
Зупинка на Київській трасі
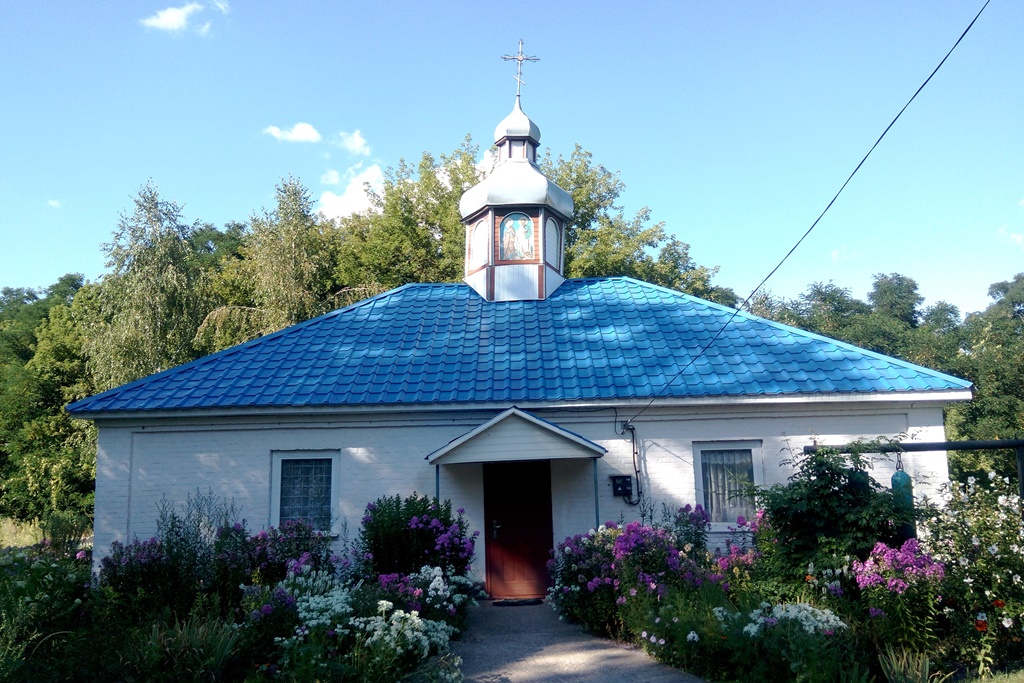
Церква у приміщенні колишньої бібліотеки
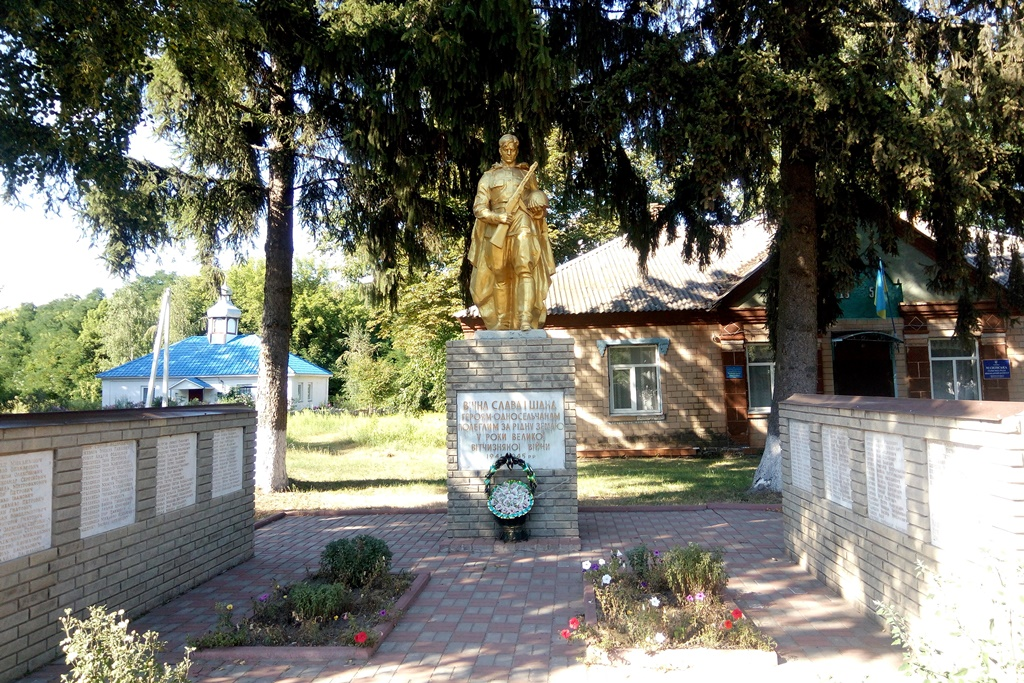
Пам'ятник загиблим червоноармійцям в роки Другої світової війни
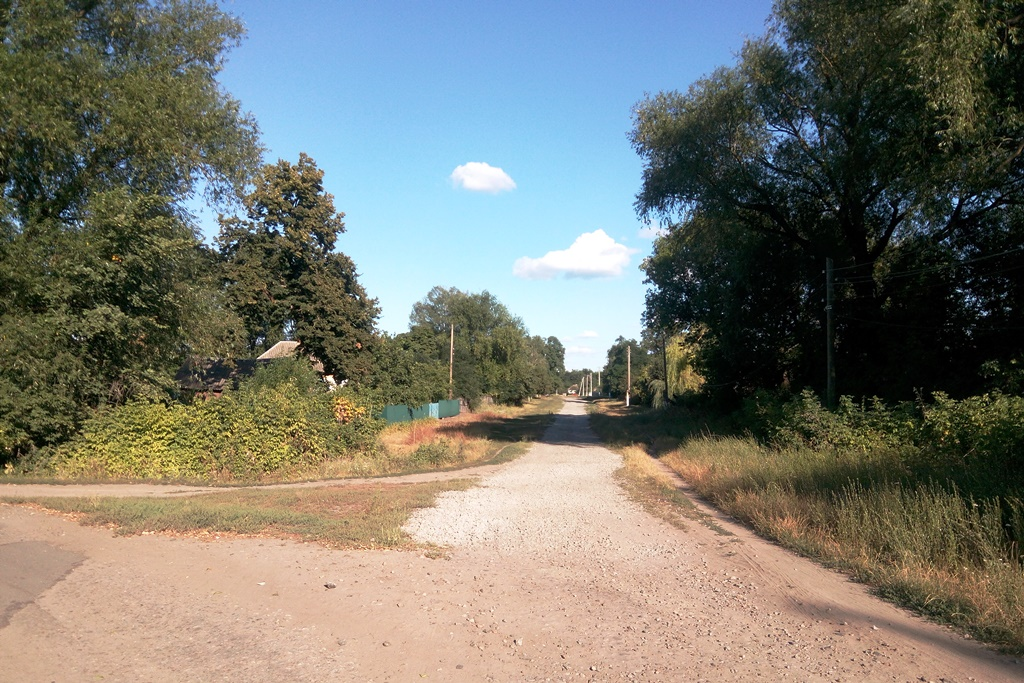
Ґрунтова дорога на виїзд з села